# Najla Bouden Romadhane
Najla Bouden Romadhane (arabiska: نجلاء بودن رمضان; uttal:  [na'ʒla:' bu:'dan rum'ḍa:n]), född 29 juni 1958 i Kairouan, är en tunisisk geolog och universitetsprofessor.
Den 29 september 2021 utsågs hon till Tunisiens premiärminister, som den första kvinnan på posten i landets historia. Hon är också den första kvinnliga regeringschefen i ett arabland. Hon tillträdde den 11 oktober, efter att landets president Kaïs Saïed godkänt hennes ministerkabinett.

## Biografi
Bouden växte upp i Kairouan, mitt i landet. Hon tog 1983 examen vid den franska yrkesskolan École spéciale des travaux publics, du bâtiment et de l'industrie. Hon doktorerade sedan i geologi, efter att ha försvarat sin tes vid École nationale supérieure des mines de Paris. Därefter inledde hon en verksamhet som professor i geologi vid den nationella tekniska högskolan i Tunis.
2011 utsågs hon till chef för kvalitetsarbetet på Tunisiens högskole- och forskningsministerium. Sedan 2015 har hon fungerat som statssekreterare på ministeriet.
29 september 2021 utnämnde president Kaïs Saïed henne till att bilda ny tunisisk regering. Hon tillträdde i den rollen den 11 oktober, efter att landets president Kaïs Saïed godkänt hennes ministerkabinet och som landets första kvinnliga regeringschef. Hon är även den första kvinnan på posten i något arabiskt land.
Utnämningen skedde sedan president Saïed upplöst Tunisiens parlament och mot en bakgrund av att han setts som en konservativ politiker, i arabvärldens kanske mest progressiva land. Boudens faktiska maktbefogenheter är i det läget oklara, när Saïed tagit över den yttersta kontrollen även över det lagstiftande arbetet i landet.

## Publikationer
- Contribution à l'étude de la fragmentation des massifs rocheux à l'explosif (1967), doktorsavhandling vid École nationale supérieure des mines de Paris. (franska)
- Mounir Bouassida, Nejla Bouden-Romdhane och Essaieb Hamdi  (2008): Innovative geotechnical engineering: Proceedings of the International conference on geotechnical engineering, Sfax, Nouha éditions. (engelska)